# Corgatha aequa
Corgatha aequa là một loài bướm đêm trong họ Erebidae.